# Juno (film)
Juno è un film del 2007 diretto da Jason Reitman.
La pellicola è stata presentata in anteprima il 26 ottobre 2007 al Festival Internazionale del Film di Roma, dove ha vinto il premio Marco Aurelio al miglior film.

## Trama
Minnesota. La sedicenne Juno MacGuff, dopo una prima e unica esperienza sessuale con il suo migliore amico, Paulie Bleeker, rimane incinta. Dopo essersi confrontata con lui e con la migliore amica Leah, decide di abortire rapidamente senza far sapere nulla a nessun altro. Poco prima dell'operazione sente di non poterlo fare e decide di proseguire la gravidanza con l'intenzione di dare in adozione il nascituro ad una coppia che lei stessa ha però intenzione di scegliere.
Cercando una famiglia che possa andare bene tra gli annunci di un giornale, con Leah, Juno trova Mark e Vanessa Loring, "belli, benestanti e chiari amanti dei bambini". Dopo aver raccontato l'accaduto al padre e alla matrigna (che dopo un iniziale stupore la sostengono), la ragazza si reca a casa dei Loring per firmare i documenti. Qui fa subito amicizia con Mark, compositore e pubblicitario ed ex chitarrista, ma non instaura lo stesso tipo di rapporto con Vanessa, molto rigida a causa della paura per una possibile mancata adozione, ma in cui Juno vede subito un fortissimo desiderio di maternità.
A scuola, Juno si sente continuamente osservata e giudicata per la sua situazione, ma decide di non darci troppo peso. Si preoccupa invece di far capire a Paulie che nonostante la gravidanza, i due non stanno insieme. L'amicizia con Mark nel frattempo prosegue, nonostante questa cosa non sia vista di buon occhio da Bren, la matrigna di Juno, che non se ne preoccupa. Un giorno, al centro commerciale insieme a Leah, la ragazza vede Vanessa giocare con la figlia di un'amica, capendo sempre di più quanto la donna abbia bisogno di un figlio. Il rapporto tra madre naturale ed adottiva si irrobustisce poco più tardi, quando Juno fa sentire a Vanessa il bambino scalciare nella pancia.
Poco dopo, la ragazza ha un litigio abbastanza acceso con Paulie, dopo aver scoperto che l'amico porterà un'altra ragazza al ballo della scuola. Decide di far visita ai Loring, trovando solo Mark, ed arrivando addirittura a ballare un lento con lui, durante il quale l'uomo decide di rivelare la sua intenzione di divorziare da Vanessa, credendo che Juno sia d'accordo per poterlo frequentare ancora. Al contrario, Juno è sconvolta e scoppia in lacrime, proprio al rincasare di Vanessa. Quando la donna chiede cosa sia successo, Mark le spiega le sue intenzioni, mentre Juno se ne va sbattendo la porta.
Dopo una conversazione con il padre, Juno si rende conto di amare Paulie, ma prima decide di tornare dai Loring per lasciare un biglietto indirizzato a Vanessa. La mattina dopo Juno rivela a Paulie di amarlo e i due ricominciano la loro relazione. Pochi giorni dopo, Juno partorisce ma decide, assieme a Paulie, di non voler vedere il bambino, non sentendolo loro. Il neonato viene infatti adottato da Vanessa, rimasta single, e il biglietto di Juno, dove la ragazza si dimostrava disposta a continuare se anche la donna avesse voluto, viene incorniciato ed appeso nella camera del bambino.

## Colonna sonora
1. All I Want Is You - 2:37 (Barry Louis Polisar)
2. My Rollercoaster - 0:53 (Kimya Dawson)
3. A Well Respected Man - 2:41 (The Kinks)
4. (Ummm, Oh Yeah) Dearest - 1:53 (Buddy Holly)
5. Up the Spout - 0:53 (Mateo Messina)
6. Tire Swing - 3:07 (Kimya Dawson)
7. Piazza, New York Catcher - 3:01 (Belle and Sebastian)
8. Loose Lips - 2:24 (Kimya Dawson)
9. Superstar - 4:06 (Sonic Youth)
10. Sleep - 0:52 (Kimya Dawson)
11. Expectations - 3:35 (Belle & Sebastian)
12. All the Young Dudes - 3:35 (Mott the Hoople)
13. So Nice So Smart - 2:47 (Kimya Dawson)
14. Sea of Love - 2:20 (Cat Power)
15. Tree Hugger - 3:14 (Kimya Dawson e Antsy Pants)
16. I'm Sticking with You - 2:29 (The Velvet Underground)
17. Anyone Else but You - 2:58 (The Moldy Peaches)
18. Vampire - 1:20 (Antsy Pants)
19. Anyone Else but You - 1:56 (Michael Cera ed Ellen Page)

## Distribuzione
Juno è uscito nelle sale statunitensi il 14 dicembre 2007 e in quelle italiane il 4 aprile 2008.

## Accoglienza

### Incassi
Il film ha incassato $ 143.495.265 negli Stati Uniti e $ 87.916.319 nel resto del mondo, per un incasso globale di $ 231.411.584.

## Riconoscimenti
- 2008 - Premio Oscar
  - Migliore sceneggiatura originale a Diablo Cody
  - Candidatura a Miglior film a Lianne Halfon, Mason Novick e Russell Smith
  - Candidatura a Migliore regia a Jason Reitman
  - Candidatura a Miglior attrice protagonista a Ellen Page
- 2008 - Golden Globe
  - Candidatura a Miglior film commedia o musicale
  - Candidatura a Miglior attrice in un film commedia o musicale a Ellen Page
  - Candidatura a Migliore sceneggiatura a Diablo Cody
- 2008 - Premio BAFTA
  - Migliore sceneggiatura originale a Diablo Cody
  - Candidatura a Miglior attrice protagonista a Ellen Page
- 2008 - Screen Actors Guild Award
  - Candidatura a Miglior attrice protagonista a Ellen Page
- 2007 - Critics' Choice Movie Award
  - Miglior film commedia
  - Miglior sceneggiatura originale a Diablo Cody
  - Candidatura a Miglior film
  - Candidatura a Miglior cast
  - Candidatura a Miglior attrice protagonista a Ellen Page
  - Candidatura a Miglior giovane attore a Michael Cera
- 2007 - Chicago Film Critics Association Award
  - Miglior attrice protagonista a Ellen Page
  - Miglior performance rivelazione a Michael Cera
  - Migliore sceneggiatura originale a Diablo Cody
  - Candidatura a Migliore regia a Jason Reitman
- 2009 - Empire Award
  - Candidatura a Miglior attrice a Ellen Page
- 2008 - Independent Spirit Award
  - Miglior film
  - Miglior attrice protagonista a Ellen Page
  - Migliore sceneggiatura d'esordio a Diablo Cody
  - Candidatura a Migliore regia a Jason Reitman
- 2008 - Nastro d'argento
  - Candidatura a Regista del miglior film straniero a Jason Reitman
- 2008 - Kansas City Film Critics Circle Awards
  - Migliore sceneggiatura originale a Diablo Cody
- 2007 - Las Vegas Film Critics Society Awards
  - Migliore attrice protagonista a Ellen Page
  - Migliore sceneggiatura a Diablo Cody
  - Candidatura a Miglior film
- 2008 - MTV Movie Award
  - Miglior performance femminile a Ellen Page
  - Candidatura a Miglior film
  - Candidatura a Miglior performance maschile a Michael Cera
  - Candidatura a Miglior bacio a Ellen Page e Michael Cera
- 2007 - National Board of Review Awards
  - Migliori dieci film
  - Miglior performance rivelazione femminile a Ellen Page
  - Migliore sceneggiatura originale a Diablo Cody
- 2007 - Festival Internazionale del Film di Roma
  - Marc'Aurelio d'Oro per il miglior film a Jason Reitman
- 2007 - Satellite Award
  - Miglior film commedia o musicale
  - Miglior attrice in un film commedia o musicale a Ellen Page
  - Migliore sceneggiatura originale a Diablo Cody
- 2008 - Premio Amanda
  - Candidatura a Miglior film straniero a Jason Reitman
- 2008 - Central Ohio Film Critics Association Awards
  - Miglior attrice protagonista a Ellen Page
  - Miglior sceneggiatura originale a Diablo Cody
  - Candidatura a Miglior film
  - Candidatura a Miglior rivelazione (per l'interpretazione) a Ellen Page
- 2009 - Grammy Award
  - Miglior colonna sonora a Jason Reitman, Margaret Yen e Peter Afterman
- 2007 - New York Film Critics Circle Awards
  - Candidatura a Miglior attrice protagonista a Ellen Page
  - Candidatura a Miglior sceneggiatura a Diablo Cody
- 2007 - Phoenix Film Critics Society Awards
  - Miglior rivelazione sullo schermo a Ellen Page
  - Miglior sceneggiatura originale a Diablo Cody
- 2009 - Premio Robert
  - Candidatura a Miglior film statunitense a Jason Reitman
- 2007 - San Diego Film Critics Society Awards
  - Miglior sceneggiatura originale a Diablo Cody
  - Candidatura a Miglior attrice a Ellen Page
- 2007 - Southeastern Film Critics Association Awards
  - Miglior sceneggiatura originale a Diablo Cody
  - Candidatura a Miglior film
  - Candidatura Miglior attrice protagonista a Ellen Page
- 2008 - Teen Choice Awards
  - Miglior film commedia
  - Miglior attrice in un film commedia a Ellen Page
  - Miglior rivelazione femminile a Ellen Page
  - Candidatura a Miglior attore in un film commedia a Michael Cera
  - Candidatura a Miglior rivelazione maschile a Michael Cera
- 2008 - AFI Award
  - Film dell'anno a Lianne Halfon, John Malkovich, Mason Novick e Russell Smith
- 2008 - Eddie Award
  - Candidatura a Miglior montaggio per un film commedia o musicale a Dana E. Glauberman
- 2009 - Premio Bodil
  - Candidatura a Miglior film statunitense a Jason Reitman
- 2008 - Artios Award
  - Miglior casting per un film commedia a Mindy Marin, Coreen Mayrs e Heike Brandstatter
- 2007 - Dallas-Fort Worth Film Critics Association Award
  - Miglior sceneggiatura a Diablo Cody
  - Candidatura a Miglior film
  - Candidatura a Miglior attrice a Ellen Page
- 2008 - Golden Trailer Awards
  - Candidatura a Miglior commedia
  - Candidatura a Miglior spot TV commedia
- 2007 - Gotham Independent Film Awards
  - Miglior rivelazione a Ellen Page
- 2008 - National Movie Awards
  - Miglior commedia
  - Candidatura a Miglior performance femminile a Ellen Page
- 2008 - Palm Springs International Film Festival
  - Chairman's Vanguard Award a Jason Reitman
- 2007 - Toronto International Film Festival
  - Candidatura a People's Choice Award a Jason Reitman
- 2008 - WGA Award
  - Miglior sceneggiatura originale a Diablo Cody